# Oliwka (kosmetyka)
Oliwka - kosmetyk używany do nawilżania i natłuszczania skóry, zwłaszcza niemowląt (od pierwszego dnia życia), dzieci i osób starszych. Głównym składnikiem jest oliwa parafinowa, która dużo rzadziej powoduje uczulenia skóry niż jej odpowiedniki oparte na oliwie roślinnej. Oliwki kosmetyczne często zawierają różne dodatki, najczęściej wyciąg z aloesu (wspomaga nawilżanie skóry), jak i rumianek, który ma właściwości kojące i łagodzące. Występują także oliwki zawierające witaminę F, która dodatkowo chroni przed wysuszeniem i podrażnieniem skóry. 